# Eurysquilla plumata
Eurysquilla plumata is een bidsprinkhaankreeftensoort uit de familie van de Eurysquillidae. De wetenschappelijke naam van de soort is voor het eerst geldig gepubliceerd in 1901 door Bigelow.